# Jan Kašpar (herec)
Jan Kašpar (6. září 1952 Praha – 11. června 2013 Praha) byl český divadelní a filmový herec a komik, dlouholetý člen Divadla Járy Cimrmana.

## Život
Byl vyučeným zámečníkem, ale hned po vojenské službě nastoupil do Městských divadel pražských jako kulisák. V roce 1975 odtud musel odejít kvůli účinkování v tajném představení Žebrácké opery Václava Havla, a tak se dostal do Divadla Járy Cimrmana. Postupně se zde z kulisáka a technika stal hercem, což bylo pro toto divadlo typické. (Tento proces byl zobrazen i ve filmu Nejistá sezóna, kde Kašpar ztvárnil v podstatě sebe sama, kulisáka Melichara, který je angažován jako herec, aby nahradil náhlou ztrátu v ansámblu.)
Na začátku 80. let 20. století se rozvinul milostný vztah mezi Janem Kašparem a Olgou Havlovou, manželkou Václava Havla, který trval do druhé poloviny 80. let, kdy byl Olgou Havlovou ukončen.
V dubnu 1988 si pádem ze stromu přivodil těžký úraz, po němž zůstal ochrnutý a upoutaný na invalidní vozík. Autoři cimrmanovských her Zdeněk Svěrák a Ladislav Smoljak však chtěli, aby mohl v divadle dál hrát, takže do nově psaných kusů vždy zařadili nějakou „sedací“ roli (Smil Flek z Nohavic v Blaníku, Praotec Čech ve hře České nebe), či přímo role invalidů na vozíku (Principál v Záskoku, Sváťa ve Švestce, náčelník v Africe). V některých starších hrách také náhodou existovala v podstatě sedací role (Děd Vševěd, továrník Bierhanzel), takže i v nich se Kašpar mohl nadále uplatnit.
Jako většina členů Divadla Járy Cimrmana se objevoval i v malých rolích ve filmech. V rehabilitačním ústavu v Kladrubech se aktivně zapojil do skupiny dobrovolníků, z níž vznikl svaz paraplegiků a s účastí Zdeňka Svěráka i centrum Paraple a také byl předsedou Moto klubu vozíčkářů ČR
Zemřel 11. června 2013 na selhání plic. Jeho poslední rolí před kamerou byl invalidní host pan Benál v seriálu Čtvrtá hvězda. Ten byl dokončen a odvysílán až po Kašparově smrti a 2. díl (v němž hrál) mu byl posmrtně věnován.

## Práce v disentu
V 80. letech 20. století se Kašpar zapojil do práce v disentu, v roce 1987 se stal členem úzké redakční rady Originálního videojournalu. Události nafilmované po 17. listopadu 1989 pro revoluční čísla videožurnálu se zpracovávaly v jeho bytě. Ten byl v Čajkovského ulici č. 33 na Žižkově, zde se materiál shromažďoval, stříhal, množil a distribuoval 24 hodin denně. Zpravodajské videožurnály pak byly promítány na veřejnosti přístupných místech nejen v Praze.

## Divadelní role
- Afrika – *Náčelník Líná huba
- Blaník – *Rytíř Smil Flek z Nohavic
- České nebe – *Praotec Čech
- Dlouhý, Široký a Krátkozraký – Pocestný, *Děd Vševěd
- Dobytí severního pólu – Náčelník
- Posel z Liptákova – Schmoranz / *Artur, František
- Švestka – *Sváťa Pulec
- Záskok – *Principál
- Němý Bobeš – Papoušek, Baronova matka

- Hospoda Na mýtince – Trachta

- Vražda v salónním coupé – Stevard; *Továrník Bierhanzel; Továrník Meyer

- Lijavec – Správcová

Hvězdičkou (*) označeny role, které ztvárňoval i po úraze.

## Filmové a televizní role, výběr
- 1980 – Vrchní, prchni – vrchní u Žáby
- 1983 – Jára Cimrman ležící, spící – krajánek
- 1984 – Rozpuštěný a vypuštěný – vyšetřovatel Ziegler
- 1985 – Vesničko má středisková – řidič nakladače
- 1987 – Nejistá sezóna – Jan Melichar
- 2007 – Vratné lahve – penzista
- 2014 – Čtvrtá hvězda (seriál) – pan Benál